# Poimenski seznam divizij
Poimenski seznam divizij.

## A
- Americal divizija

## B
- Bosanska divizija (NDH)

## G
- Divizija »Garibaldi« (NOVJ)
- Divizija »Garibaldi Fontanot« (NOVJ)
- 1. divizija »Garibaldi Natisone« (NOVJ)

## J
- Jadranska divizija (NDH)

## K
- Kumanovska divizija (NOVJ)

## O
- Osiješka divizija (NDH)

## S
- Savska divizija (NDH)

## T
- Tigrova divizija
- Tržaška divizija (NOVJ)

## V
- Divizija »Venetia« (NOVJ)
- Vrbska divizija (NDH)